# James Thurber

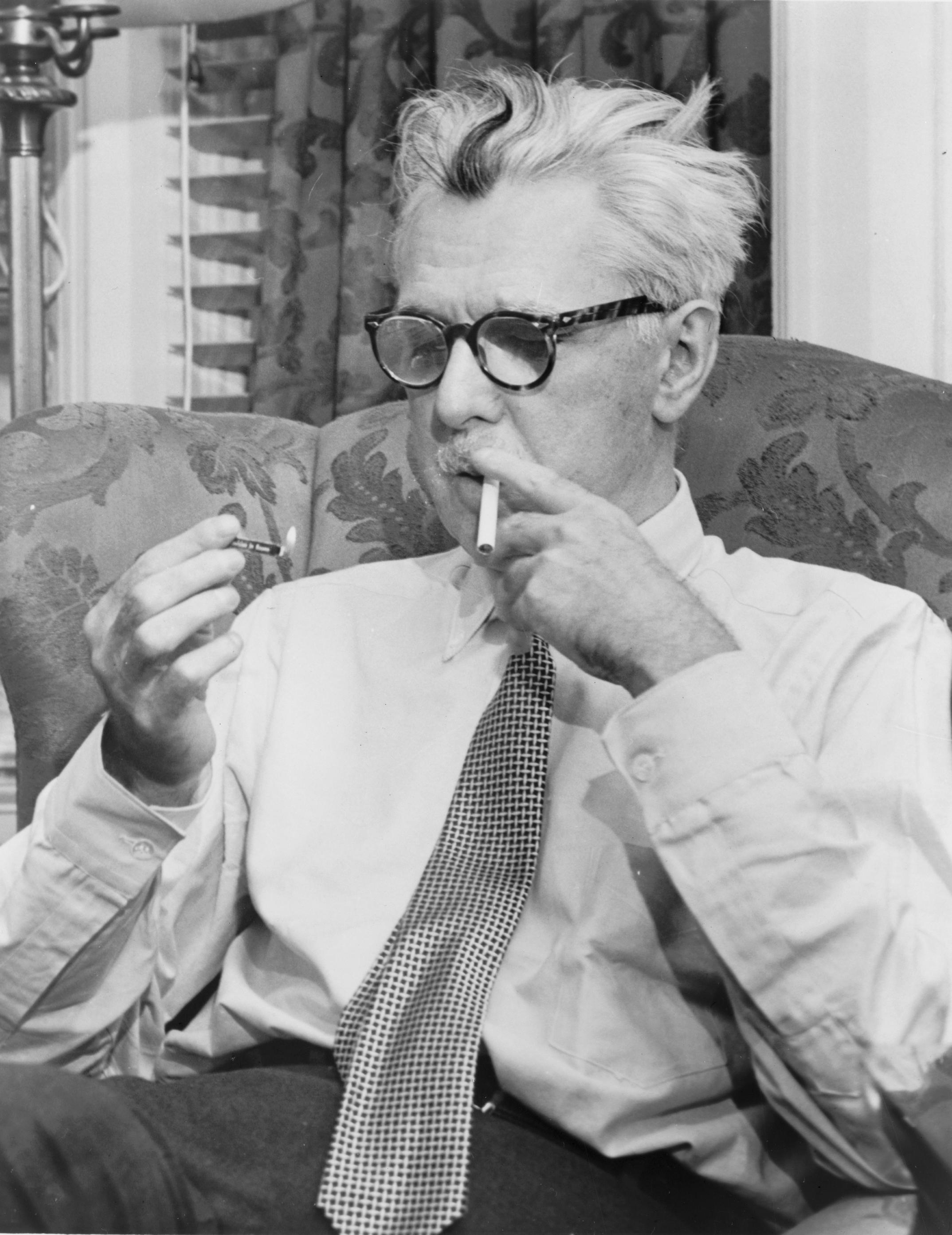
James Thurber

James Grover Thurber (Columbus, Ohio, 8 december 1894 – New York, 2 november 1961) was een humoristisch Amerikaans auteur. Hij schreef korte verhalen en essays en maakte ook cartoons. Veel latere auteurs zijn door hem beïnvloed, zoals Charles Bukowski, Kurt Vonnegut en Joseph Heller.
Thurber is vooral bekend geworden door zijn bijdragen aan The New Yorker. Een van zijn bekendste verhalen was The Secret Life of Walter Mitty, dat op 18 maart 1939 in The New Yorker verscheen. Het werd in 1947 verfilmd met in de hoofdrol Danny Kaye.
- Bibsys: 90093812
- Biblioteca Nacional de España: XX1136515
- Bibliothèque nationale de France: cb11926624c (data)
- Catàleg d'autoritats de noms i títols de Catalunya: 981058612388706706
- CiNii: DA01958459
- Gemeinsame Normdatei: 118757407
- International Standard Name Identifier: 0000 0001 0877 7576
- Library of Congress Control Number: n80036584
- Nationale Bibliotheek van Letland: 000188365
- MusicBrainz: e80261c4-3a6e-4a58-9096-474ab859ffdb
- Bibliotheek van het Japanse parlement: 00458746
- Nationale Bibliotheek van Tsjechië: jn19990008530
- Nationale bibliotheek van Australië: 35549562
- Nationale Bibliotheek van Israël: 987007269082105171
- Nationale Bibliotheek van Polen: a0000002624140
- Nationale en Universitaire bibliotheek Zagreb: 000054769
- Nederlandse Thesaurus van Auteursnamen: 069283087
- Réseau des bibliothèques de Suisse occidentale: 02-A003899742
- RKD-Nederlands Instituut voor Kunstgeschiedenis: 108905
- LIBRIS: 227070
- SNAC: w6gg1hjr
- Système universitaire de documentation: 027162966
- Trove: 992393
- Union List of Artist Names: 500072427
- Virtual International Authority File: 22149445
- WorldCat: E39PBJpjf8PrDQRb6MM3yDvCQq